# Chó sói Mexico
Sói Mexico (Canis lupus baileyi) là một phân loài của sói xám từng phân bố ở phía đông nam bang Arizona, miền nam bang New Mexico, miền tây bang Texas thuộc Hoa Kỳ và miền bắc Mexico.
Sói Mexico là phân loài sói xám có kích thước nhỏ nhất tại khu vực Bắc Mỹ, và khá tương đồng về hình dáng với sói bình nguyên Bắc Mỹ (C. l. nubilus), dù sói Mexico có kích thước hộp sọ nhỏ hơn, dẹp hơn và có tấm da sẫm màu hơn. Sói Mexico có bộ lông màu vàng xám và nhiều vân xen kẽ lông đen tại vùng lưng và đuôi. Tổ tiên của loài này có khả năng là những con sói xám đầu tiên đến vùng đất Bắc Mỹ sau sự tuyệt chủng của sói Beringia.
Sói Mexico là phân loài sói xám có nguy cơ tuyệt chủng cao nhất ở Bắc Mỹ, đã bị tuyệt chủng trong tự nhiên vào giữa thế kỷ 20 do săn bắn, đặt bẫy, đầu độc và đào bắt sói con từ hang. Sau khi được liệt kê vào danh sách bảo vệ của Đạo luật về các loài có nguy cơ tuyệt chủng vào năm 1976, Hoa Kỳ và Mexico đã hợp tác để bắt giữ tất cả các cá thể sói Mexico còn lại trong tự nhiên. Biện pháp cực đoan này đã ngăn chặn sự tuyệt chủng của phân loài sói này. Năm con sói Mexico hoang dã (bốn con đực và một con cái đang mang thai) đã được bắt sống ở Mexico từ năm 1977 đến năm 1980 và được dùng để bắt đầu một chương trình nhân giống nuôi nhốt. Từ chương trình này, những con sói Mexico nuôi nhốt đã được thả vào các khu vực ở Arizona và New Mexico bắt đầu vào năm 1998 để hỗ trợ các loài động vật tái hòa nhập vào môi trường tự nhiên, ở những vùng chúng từng sinh sống trước đó.
Tính đến năm 2017, có 143 con sói Mexico sống hoang dã và 240 con trong các chương trình nhân giống nuôi nhốt.